# 国府村 (千葉県)
国府村（こくふむら）は、千葉県安房郡にかつて存在した村である。現在の南房総市の北部（旧三芳村（平郡））に位置している。
旧府中村に安房国の国府が置かれていたという説がある。旧三芳村の中心地であったため公共施設は三芳を称しており、現在はほとんどその名をとどめていない。

## 沿革
- 1889年（明治22年）4月1日 - 町村制施行により、谷向村、明石村、海老敷村、大学口村、山下村、川田村、本織村、府中村が合併し、平郡国府村が発足。
- 1897年（明治30年）4月1日 - 平郡が統合されて安房郡となる。
- 1953年（昭和28年）5月1日 - 滝田村、稲都村と合併して三芳村を新設。同日国府村廃止。
- 2006年（平成18年）3月20日 - 三芳村が富浦町、富山町、白浜町、千倉町、丸山町、和田町と合併し南房総市を新設。